# Ларс Арнессон
Ларс «Лабан» Арнессон (швед. Lars Arnesson; 20 лютого 1939, Сандвікен — 1 жовтня 2023) — шведський футболіст та футбольний тренер, головний тренер національної збірної Швеції з 1980 по 1985 рік.

## Біографія
Арнессон грав за «Юргорден» на початку 1960-х і 1964 року став чемпіоном Швеції, але досяг найбільших успіхів як тренер. Він очолював ряд місцевих клубів, а потім став тренером національної збірної, очоливши її в 1980 році. Він керував збірною у відбірковому циклі чемпіонатів світу 1982 та 1986 років, але обидва рази команда не зуміла кваліфікуватись на «мундіаль». Не довівши свою команду до чемпіонату світу, він подав у відставку 1986 року.
Після своєї тренерської кар'єри він працював з технічним комітетом ФІФА, щодо оцінки пропозиції про зміни в Правилах гри ФІФА.

## Титули і досягнення
«Юргорден»
- Чемпіон Швеції
  -  Чемпіон (1): 1964[8]